# Худяков, Сергей Александрович
Серге́й Алекса́ндрович Худяко́в (арм. Սերգեյ Ալեքսանդրի Խուդյակով, настоящее имя — Арменак Артёмович Ханферянц (арм. Արմենակ Արտեմի Խանփերյանց); 25 декабря 1901 [7 января 1902], село Мецтаглар, Елизаветпольская губерния, Российская империя — 18 апреля 1950, Москва, СССР) — советский военачальник, маршал авиации (1944), один из создателей советских ВВС.

## Биография
Арменак Ханферянц родился 7 января 1902 года в Карабахе в селе Мец Таглар Шушинского уезда Елизаветпольской губернии в семье Артёма и Гюляханум Ханферянц. Отец Арменака умер в 1908 году, оставив вдову с тремя сыновьями.
В 15 лет ушёл из дома и добрался до Баку, поступил на работу на нефтепромыслы учеником телефониста-монтёра. Там же познакомился с И. В. Джугашвили (Сталиным). В 1918 году участвовал в выпуске газеты «Искра», в феврале 1918 года вступил в Красную Армию.
По мнению военного историка Клемента Арутюняна, при эвакуации из Баку в Астрахань пароход, на котором находился Ханферянц, был потоплен английской канонерской лодкой, и не умеющего плавать Ханферянца спас его друг Сергей Александрович Худяков, командир конного отряда разведки. Позднее во время рейда в тылу белоказаков смертельно раненый Худяков передал командование Ханферянцу, и тот с оружием Худякова в руках, в его одежде вывел отряд из окружения. После этого Ханферянц принял фамилию и имя погибшего Сергея Худякова.
Активно участвовал в Гражданской войне — защищал Царицын, командовал взводом, а завершил войну командиром эскадрона на Закавказском фронте после установления там Советской власти. Член РКП(б) с 1924 года.
В 1922 году С. Худяков окончил 2-е кавалерийские курсы усовершенствования командного состава в Тифлисе, с 1924 года работал начальником полковой школы, а затем (1928—1931) — начальником штаба червонно-казачьего кавалерийского полка в Изяславе (ныне Хмельницкой области). Там в 1928 году женился на Варваре Петровне Леляк.
В 1936 году, блестяще окончив командный факультет Военно-Воздушной Академии РККА имени Н. Е. Жуковского, майор Худяков был направлен в Белорусский военный округ на должность начальника оперативного отделения штаба авиабригады. В 1937 году стал начальником оперативного отделения штаба ВВС, а в 1938 — начальником тыла управления ВВС.

## Период Великой Отечественной войны
Великая Отечественная война застала полковника Худякова в должности начальника штаба ВВС Западного Особого военного округа. Он был участником битвы за Москву — уже в должности командующего ВВС Западного фронта (под командованием Г. К. Жукова). В 1942 году по проекту генерал-майора Худякова Ставкой Верховного Главнокомандования было принято решение о создании (вместо военно-воздушных сил фронтов) воздушных армий. Это новшество давало возможность, сконцентрировав под единым началом командующего воздушной армией всю фронтовую авиацию, наносить удар на нужном участке фронта. Худяков получил назначение начальником штаба ВВС Красной Армии, а через месяц, 18 июня 1942 года, принял командование 1-й воздушной армией Западного фронта.
В 1943 генерал-полковник С. Худяков координировал боевые действия авиации Воронежского и Степного фронтов в Курской битве и в битве за Днепр. После Курской битвы Худяков взял с собой на фронт сына Виктора. Под Харьковом при налёте на аэродром вражеской авиации 14-летний мальчик погиб. Его тело доставили в Москву и похоронили на Новодевичьем кладбище.
Личный шеф-пилот Худякова полковник Вениамин Малафеев:

Немногие знают, что Сергей Александрович был прирождённым летчиком. Он обладал всеми качествами пилота: решительностью, смелостью, находчивостью, отвагой, мужеством. В какой бы сложной обстановке он ни находился, никогда не терялся и быстро находил правильное решение. До конца своей службы не бросал летной практики, несмотря на свою занятость по службе, ответственные посты, высокое звание. Сергей Александрович обладал прекрасными штурманскими способностями и абсолютной зрительной памятью. Стоило ему лишь раз пролететь по какому-то маршруту, в следующий раз он мог лететь без карты. Не имея никаких инструкций, маршал авиации Худяков за четыре дня самостоятельно изучил и освоил новый американский боевой истребитель «Кингкобра». Видавшие виды и бывалые летчики высказывали мнение о том, что только высокоодаренные летчики вылетают самостоятельно на новом самолёте без тренировочных полетов с инструктором.
В августе 1944 года С. Худяков стал начальником штаба и заместителем командующего ВВС Красной Армии, координировал действия авиации до полной победы в битве за Днепр. Блестяще проявил себя в Ясско-Кишиневской операции. 19 августа 1944 года Указом Президиума Верховного Совета СССР Худякову было присвоено звание маршала авиации.
В феврале 1945 года в составе советской делегации маршал авиации Худяков в качестве советника по авиации участвовал в работе Ялтинской конференции Большой тройки, проявив себя как полководец, превосходно знающий не только советскую авиацию, но и авиацию союзников и гитлеровской Германии.
В марте 1945 года приказом Верховного Главнокомандующего Худяков был назначен командующим 12-й воздушной армией, входившей в состав Забайкальского фронта. В последующем, приняв командование военно-воздушными силами Дальневосточного военного округа, сражавшимися против войск императорской Японии, активно участвовал в разработке уникальной воздушно-десантной операции, во время которой был взят в плен император Маньчжоу-Го Пу И.

## Суд и приговор
В 1945 году организовал высадку десанта в Маньчжоу-го, арестовал императора Пу И и захватил золотой запас Маньчжурии. Однако при транспортировке этого запаса и других трофеев один из двух самолётов на пути в Москву вместе с золотом исчез.
14 декабря 1945 года Худяков был арестован в Чите и доставлен в Москву, где ему было предъявлено обвинение по статье 58-1 «б» УК РСФСР (измена Родине). Параллельно с этим расследовалась его причастность к присвоению трофейного имущества и ценностей с исчезнувшего самолёта, что подпадало под статью 193-17 «а». Следствие по делу длилось более четырёх лет и закончилось в 1949 году. На допросах 10—13 июня 1953 года М. Рюмин утверждал, что в показания маршала авиации вписывались недостающие подробности.
18 апреля 1950 года Худяков был приговорён к высшей мере наказания — расстрелу с конфискацией имущества, и в тот же день расстрелян. Прах захоронен в общей могиле на Донском кладбище.
13 января 1951 года Варвара Петровна Худякова[уточнить] с малолетним сыном Сергеем были арестованы как члены семьи изменника Родины и высланы в Красноярский край — в деревню Глинная Тасеевского района. В эти же дни из рядов Советской армии был уволен, а затем особым решением отправлен в ссылку лейтенант Владимир Худяков — приёмный сын маршала, получивший при усыновлении его фамилию и отчество.

## Реабилитация
В соответствии с Указом Президиума Верховного Совета СССР от 27 марта 1953 года об амнистии, семье Худяковых разрешили вернуться в Москву из ссылки в Красноярском крае.
В августе 1954 года в Главной военной прокуратуре началось надзорное рассмотрение материалов архивно-следственного дела № 100384. Военный прокурор, осуществлявший надзор, вынес заключение о внесении архивно-следственного дела на повторное рассмотрение Военной коллегии Верховного Суда СССР с предложением отменить приговор в связи со вновь открывшимися обстоятельствами. В этом служебном документе впервые назывались настоящие фамилия, имя и отчество маршала — Ханферянц Арменак Артемович.
При повторном рассмотрении дела Военной коллегией Верховного суда было установлено, что обвинение Худякова-Ханферянца никакими объективными данными не подтверждено.

18 августа 1954 г. Военная коллегия Верховного Суда СССР определением № 4н-09087/54 постановила: приговор от 18 апреля 1950 г. в отношении Худякова Сергея Александровича, он же Ханферянц Арменак Артемович, отменить по вновь открывшимся обстоятельствам и дело о нём за отсутствием состава преступления производством прекратить.
Указом Президиума Верховного Совета СССР от 6 июля 1965 года реабилитированный по решению суда С. А. Худяков был посмертно восстановлен в воинском звании маршала авиации и в правах на награды. Чуть позже партийная комиссия при Главном политуправлении Советской Армии и ВМФ восстановила маршала авиации Худякова в рядах партии.

## Семья
Отец — Артём Ханферянц (?—1908). Мать — Гюляханум (Санамянц) Ханферянц.
Старший брат — Авак Ханферянц (1907 - после 1985). Участвовал в Великой Отечественной войне, был кавалером ордена Отечественной войны II степени и двух медалей «За боевые заслуги», сержант.
Младший брат — Арташес (Аркадий) Ханферянц. Окончив институт в звании политрука, участвовал в Великой Отечественной войне и в ноябре 1941 года пропал без вести.
Жена — Варвара Петровна Худякова (в девичестве Леляк; 1907—1984).
Старший сын — Виктор (1929—1943). Погиб под Харьковом при налёте на аэродром вражеской авиации. Похоронен на Новодевичьем кладбище.
Младший сын — Сергей. В 1963—1965 годах служил ефрейтором в гарнизоне Звёздного городка, после, окончив Московский государственный институт международных отношений МИД СССР, преподавал и заведовал кафедрой там, доктор наук, работал в Государственном университете управления.
Приёмный сын — Владимир (1926—2003) был кавалером ордена Красной Звезды, воевал в составе 1-й воздушной армии стрелком-радистом и лётчиком.
Внучатый племянник — Вардан Ханферянц. Подполковник Вооруженных сил Республики Армения, 9 мая 2010 года возглавлял колонну армянских военнослужащих на параде в честь 65-летия Победы в Великой Отечественной войне на Красной площади в Москве.
Проживал:
- Москва, ул. Большая Калужская (ныне Ленинский проспект), д. 13, кв. 59.

## Память
- С 2005 года имя маршала Арменака Ханферянца носит Военно-авиационный институт (позднее — университет) Армении.
- Имя маршала Худякова носит одна из главных улиц Авана (Ереван).
- В СССР был выпущен почтовый конверт, а в Армении  — почтовые марки, посвящённые Худякову.
- В родном селе маршала Мецтаглар в Нагорном Карабахе был установлен памятник Худякову и был открыт его дом-музей[8].

- Конверт почты СССР, 1981
- Бюст в селе Мец Таглар, Армения
- Почтовая марка Армении (1995)

## Награды
- Орден Ленина (21.02.1945);
- Два ордена Красного Знамени (…, 03.11.1944);
- Орден Суворова 1-й степени (11.05.1944);
- Орден Кутузова 1-й степени (29.07.1944);
- Орден Суворова 2-й степени (10.06.1943);
- Орден Красной Звезды;
- орден Знак Почёта;
- медаль «XX лет Рабоче-Крестьянской Красной Армии» (22.02.1938);.
- медаль «За оборону Москвы»;
- медаль «За победу над Германией в Великой Отечественной войне (1941 1945 гг.)»;
- медаль «За победу над Японией»;
- орден Почётного легиона (Франция);
- военный крест 1939—1945 с пальмовой ветвью (Франция).